# 浦松佐美太郎
浦松 佐美太郎（うらまつ さみたろう、1901年10月1日 - 1981年12月23日）は、日本のジャーナリスト・登山家。
今日では本業のジャーナリストとしてよりも、登山家・山岳作家としての仕事で知られている。

## 来歴
1919年、旧制芝中学校卒業後、東京商科大学（現・一橋大学）卒業。ロンドンに留学して近代登山に出会い、帰国後『たった一人の山』（（1941年刊）など、山岳紀行の分野を開拓する。
ジャーナリストとしては日本太平洋問題調査会に参加し、1929年京都で開かれた「太平洋会議」（太平洋問題調査会の国際会議）の後、その争点を検討する「東京政治経済研究所」を蠟山政道・松本重治・牛場友彦らとともに設立し、近衛文麿の外交問題ブレインを形成した。
吉川英治を評し「国民文学」作家と呼んだ人でもある。

## 著書
- 『たつた一人の山』（文藝春秋社） 1941、のち新版、のち文春文庫、のち平凡社ライブラリー
- 『山日』（文藝春秋新社） 1946
- 『食後の教養』（四季社） 1951
- 『暮しのなかで考える』（暮しの手帖社） 1959

## 翻訳
- 『支那と農業と工業』（R・H・トーネイ、牛場友彦共訳、岩波書店） 1935
- 『アルプス登攀記』上・下（E・ウィムパー、岩波文庫） 1936、のち改版
- 『エヴェレスト その人間的記録』（ウイルフリッド・ノイス、文藝春秋新社） 1956、のち新版
- 『積みすぎた箱舟』（ジェラルド・ダレル、暮しの手帖社） 1960、のち講談社文庫、のち学術文庫
- 『海への挑戦』（ジョン・リッジウェイ, チェイ・ブリス、河出書房） 1967
- 『大日本帝国の崩壊』（ウィリアム・クレイグ、河出書房新社） 1968